# 도요사토촌 (사이타마현)
도요사토촌(豊里村)은 사이타마현 오사토군에 설치되었던 촌이다. 대부분은 현재의 후카야시 소속이지만, 2010년 일부 지역이 군마현 오타시 소속으로 되었다.